# Gaston Kaboré

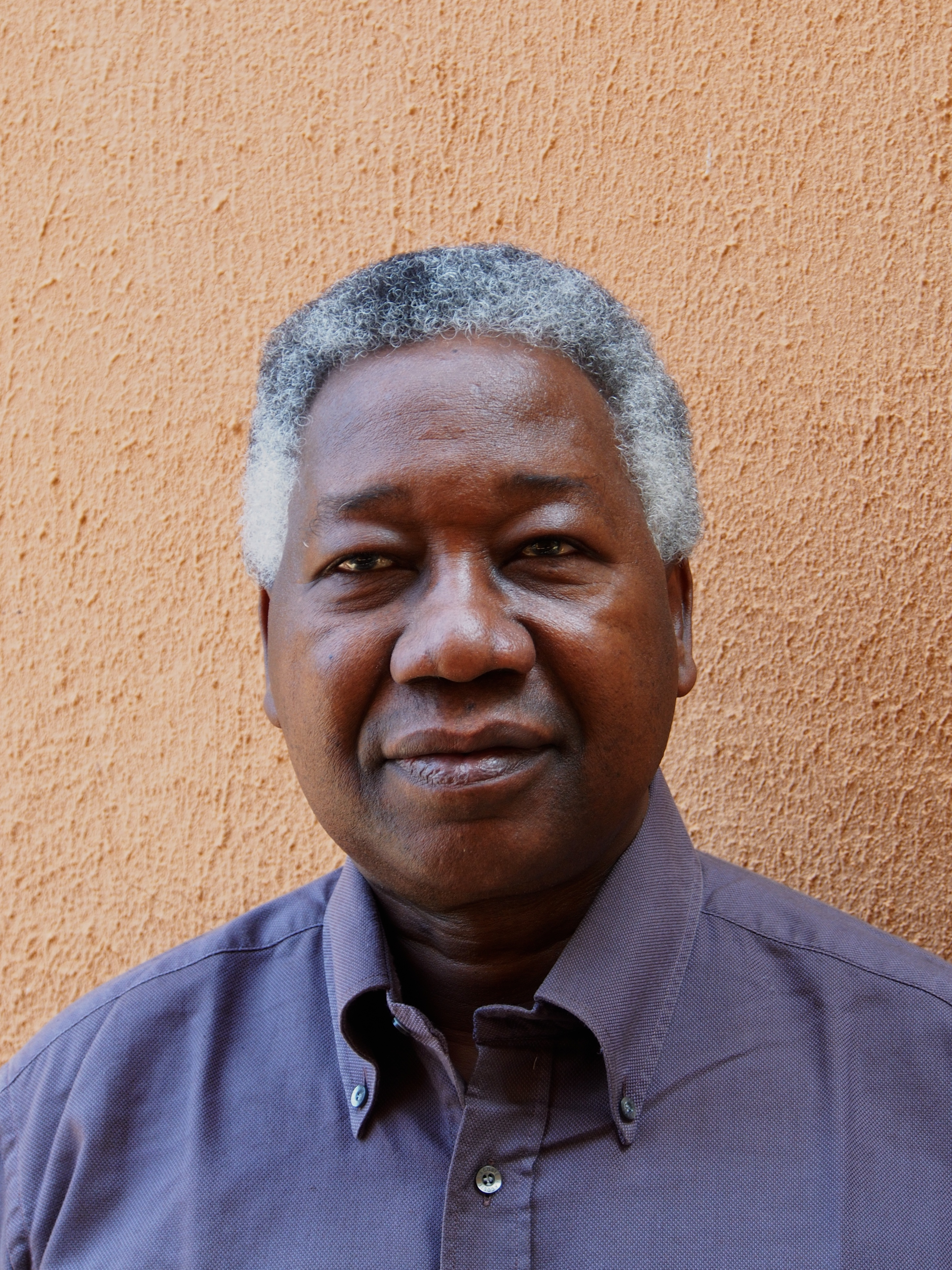
Gaston Kaboré 2013

Gaston Jean-Marie Kaboré (* 23. April 1951 in Bobo-Dioulasso, Obervolta, heute Burkina Faso) ist ein Filmemacher aus dem westafrikanischen Staat Burkina Faso.

## Leben
Kaboré studierte Geschichte am „Centre d'Etudes Supérieures d'Histoire“ in 'Ouagadougou und schloss sein Studium an der Sorbonne in Paris mit dem Master ab. Während seines Studiums beschäftigte er sich damit, wie Afrika von außen wahrgenommen wurde. 1974 schrieb er sich an der École supérieure d'études cinematographiques in Paris zum Studium ein, das er 1976 erfolgreich abschloss. Zurück in Afrika, wurde er zum Leiter des Institut African d'Education Cinematographique ernannt.

## Das filmische Werke
Nach dem Studium war sein Spielfilm Wend Kuuni 1982 ein Durchbruch für das afrikanische Kino, aufgrund der Art und Weise, mit der er die Tradition der oralen Überlieferung auf den Bildschirm brachte. Der Film entrollt in epischer Breite Episoden der Geschichte eines Findelkindes, das in Buud Yam (1997) als junger Erwachsener auf die Suche nach seiner Ursprungsfamilie geht.
Im Film Zan Boko (1988) spitzt sich die Situation zwischen zwei Gruppen dramatisch zu. Einem bescheidenen, in Selbstachtung gewachsenen Leben auf dem Lande stellt Kaboré die korrupten Methoden aufgeblasener Reiche anlässlich einer Stadtausweitung entgegen. Am Ende sitzen zwar die wirtschaftlich Mächtigen am längeren Hebel, werden aber öffentlich bloßgestellt.
In Gastons Filmen stehen immer wieder Frauen oder Kinder im Mittelpunkt. Rabi handelt zum Beispiel von einem etwa 10-jährigen Jungen, der mit einer Schildkröte spielt, sie als Spielzeug benutzt, dann beginnt, sie als eigenständiges Lebewesen zu erkennen und schließlich in die Freiheit entlässt. Doch enthält der Film eine weitere Geschichte, in der Rabi als Bote dient: Es ist die enttäuschte Liebe der nunmehr alten Tabakverkäuferin, die jahrelang vergeblich auf Pusga, dem sie sich versprochen hatte, wartet. Am Ende macht sich der bereits hinfällige Pusga auf, seine einstige Geliebte um Verzeihung zu bitten.
Kaboré zeigt in seinen Filmen die arbeitenden Menschen: bei der Arbeit auf dem Feld, beim Mattenflechten, Töpfern und Brennen, Schmieden oder Yams stampfen. Gaston Kaboré lässt den Zuschauer am Ort verweilen und sich in die vorliegende Situation hineinfühlen. Das sensible Auge der Kamera lenkt den Blick von der Umgebung, auf die Personen, ihre Befindlichkeit, ihre Haltung, ihre Hände und Gesichter. Die Atmosphäre, in die der Zuschauer eintaucht, bereitet späteres Handeln vor. Mehr als die Dialoge treiben die Bilder die Handlung voran.
Für sein filmisches Epos Buud Yam wurde er 1997 mit dem Preis des panafrikanischen Filmfestivals FESPACO ausgezeichnet.
Christoph Schlingensief stellt Gaston Kaboré auf YouTube als „wahnsinnig sympathisch, sehr emotional und feinsinnig“  vor.

## Imagine
Kaboré kommt es darauf an, Afrika zu einem eigenen filmischen Ausdruck zu verhelfen. Seit Ende der 90er Jahre verschreibt er sich fast ausschließlich der Lehrtätigkeit. Und konsequenterweise gründete er in Ouagadougou das Zentrum IMAGINE für die Aus- und Weiterbildung junger afrikanischer Filmschaffender, die in unterschiedlichen Bereichen tätig sind, wie zum Beispiel Drehbuch, Dramaturgie, Filmschnitt, Tontechnik, Zeichentrickfilm und Multimedia. Der Unterricht findet entweder in Französisch oder in Englisch statt und die Seminarleiter kommen aus der ganzen Welt. Sein Zentrum baute Gaston Kaboré über viele Jahre hinweg kontinuierlich weiter aus. Heute stehen IMAGINE in Ouagadougou drei Gebäude mit ausgedehntem Wohntrakt für Studenten wie Lehrpersonal zur Verfügung sowie ein Freiluft-Kino.

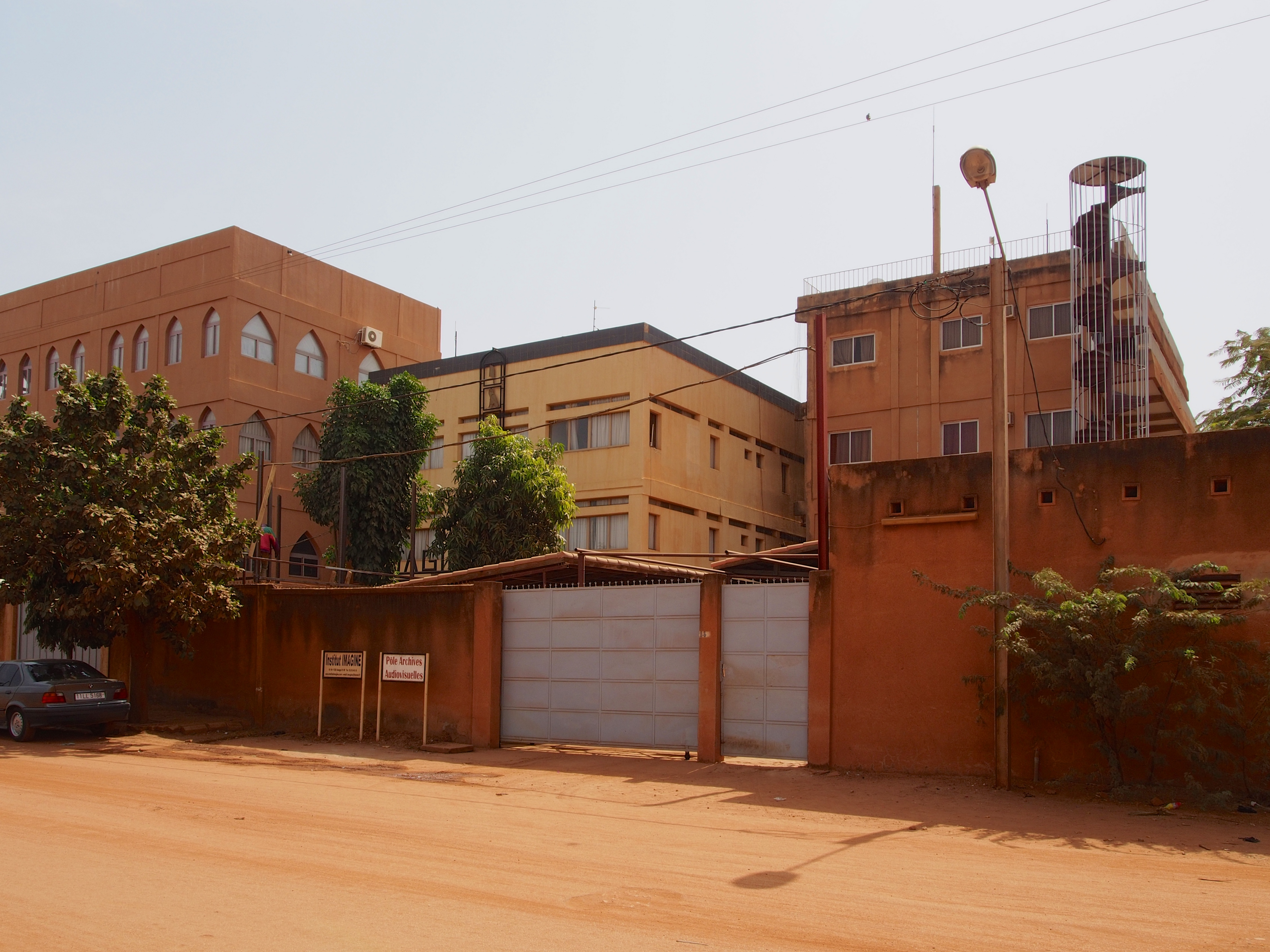
Das Institut Imagine in Ouagadougou
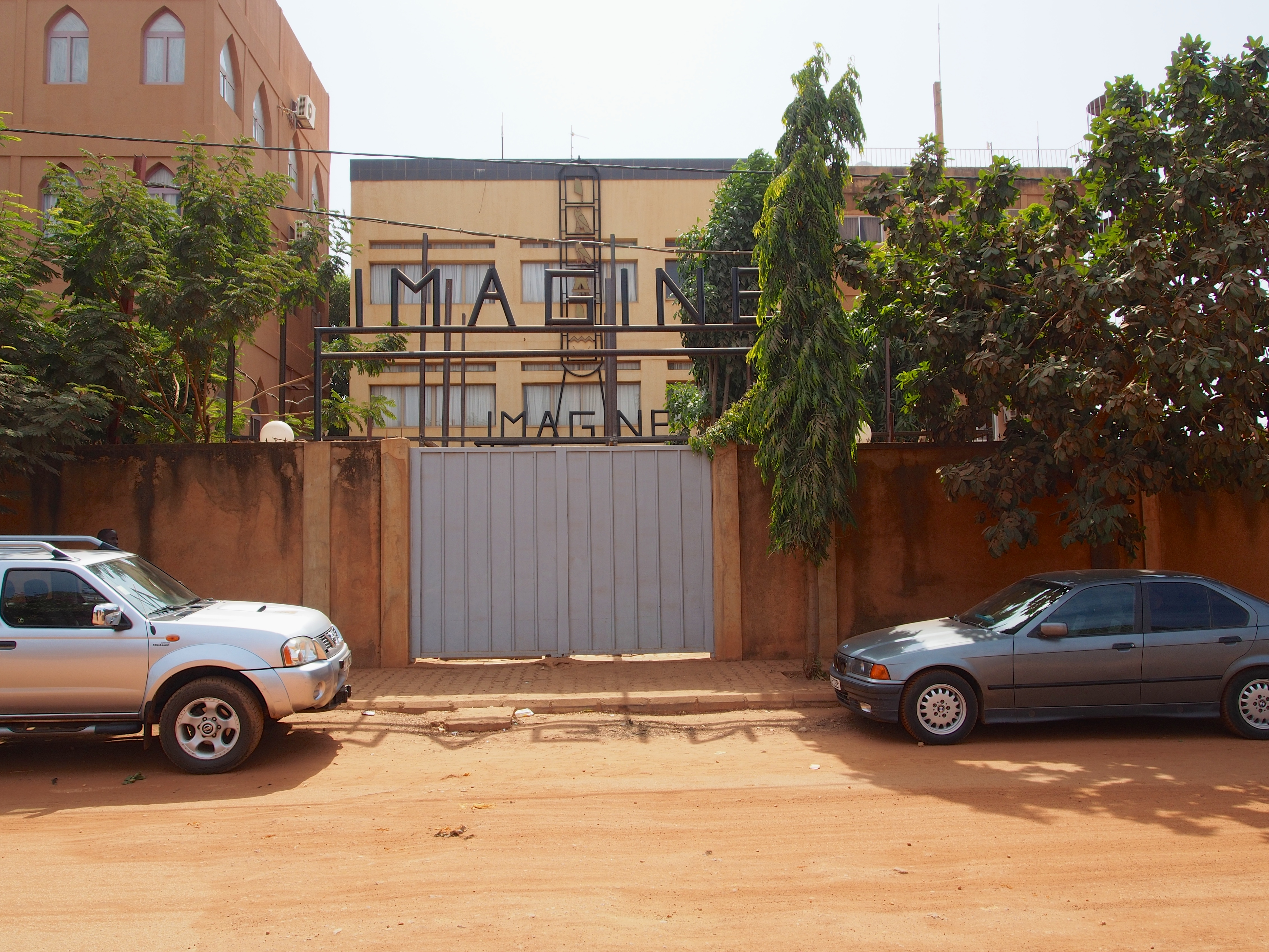
Haupteingang des Instituts Imagine

## Jury-Mitgliedschaften
- 1995 Jury-Mitglied Filmfestival  in Cannes
- 1994 Jury-Mitglied  Filmfestival in Venedig
- 2009 Jury-Mitglied der Berlinale 2009